# Кутянський луг
Кутя́нський Луг — водно-болотний масив, ботанічний заказник місцевого значення в Україні. Розташований поблизу села Андрушівка Кременецького району Тернопільської області.
Площа — 64 га. Створений відповідно до рішення виконкому Тернопільської обласної ради № 189 від 30 серпня 1990 року. Перебуває у віданні Андрушівської сільської ради і селянського господарства «Каменяр».
Під охороною — типова лучно-болотяна рослинність у долині річки Кутянки. Особливо цінний пальчатокорінник травневий, занесений до Червоної книги України.